# Okarpiec
Okarpiec – kolonia kociewska w Polsce, położona w województwie pomorskim, w powiecie starogardzkim, w gminie Osiek w kompleksie leśnym Borów Tucholskich i nad południowym brzegiem jeziora Kałębie. Osada wchodzi w skład sołectwa Wycinki.
W latach 1975–1998 miejscowość położona była w województwie gdańskim.